# Lower Mainland
Lower Mainland (Continent Baix o Inferior) és la conurbació de l'Àrea Metropolitana de Vancouver, la qual comprèn tot el Districte Regional del Gran Vancouver i les ciutats de Chilliwak i Abbotsford i els districtes de Mission, Agassiz i Hope en el Districte Regional de Fraser Valley.
En 2000, Statistique Canada, va registrar una població de 2.209.080 habitants, dels quals 1.986.965 habitants corresponien al Districte Regional del Gran Vancouver; i, 222,115 habitants eren del Districte Regional de Fraser Valley.